# Plano Bojinka
O Plano Bojinka (ou Conspiração Bojinka; em árabe: بوجينكا, em tagalo:  Oplan Bojinka) foi um plano para uma série de atentados terroristas idealizado por Ramzi Yousef e Khalid Sheikh Mohammed, em janeiro de 1995, e financiado por Osama bin Laden e Riduan Isamuddin. Eles planejavam matar o Papa João Paulo II, detonar explosivos a bordo de onze aviões comerciais indo da Ásia para os Estados Unidos, pretendendo matar ao menos 4 000 passageiros, interrompendo quase todo o tráfego aéreo mundial, e então lançar um avião contra o quartel-general da CIA, no Condado de Fairfax, na Virgínia.
Apesar do cuidadoso planejamento, o Plano Bojinka foi frustrado por um incêndio no quarto de hotel de um dos terroristas causado pelos componentes químicos de um dos artefatos explosivos. O ocorrido chamou a atenção da polícia filipina, entre 6 e 7 de janeiro de 1995. Yousef e Mohammed acabaram não executando nenhum dos atentados planejados. A única fatalidade foi uma bomba-teste plantada por Yousef no Voo 434 da Philippine Airlines, que matou uma pessoa e feriu outras dez.
Enquanto Yousef e outras pessoas ligadas ao plano foram presas, Khalid Sheikh Mohammed conseguiu evadir-se das autoridades. Junto com Osama bin Laden, ele acabou revisando partes do plano e reutilizando-os seis anos mais tarde no planejamento dos Ataques de 11 de setembro de 2001.